# Aviação Legionária
Aviação Legionária (em italiano: Aviazone Legionaria) foi um corpo expedicionário da Força Aérea Real Italiana criado em 1936 e enviado para fornecer apoio logístico e tático para as forças nacionalistas durante a Guerra Civil Espanhola, ao lado de seu equivalente alemão, a Legião Condor, e das tropas italianas do Corpo de Tropas Voluntárias. Eles serviram de agosto de 1936, até o fim do conflito março 1939. Sua principal base de operações era a ilha de Maiorca.